# Rognon (Marne)
Der Rognon ist ein Fluss in Frankreich, der im Département Haute-Marne in der Region Grand Est verläuft.
Er entspringt am Plateau von Langres, im Gemeindegebiet von Is-en-Bassigny, entwässert generell in nordwestlicher Richtung und mündet nach rund 73 Kilometern bei Mussey-sur-Marne als rechter Nebenfluss in die Marne.

## Orte am Fluss
- Is-en-Bassigny
- Lanques-sur-Rognon
- Ageville
- Esnouveaux
- Forcey
- Bourdons-sur-Rognon
- Andelot-Blancheville
- Montot-sur-Rognon
- Roches-Bettaincourt
- Doulaincourt-Saucourt
- Mussey-sur-Marne